# Hospital de Clínicas Dr. Manuel Quintela
El Hospital de Clínicas Doctor Manuel Quintela es un complejo hospitalario universitario público uruguayo, gestionado por la Universidad de la República. Es una institución de referencia general y nacional en su área, brindando no sólo tareas de docencia, si no de extensión, investigación y asistenciales. Está ubicado en el Parque Batlle de Montevideo, sobre la Avenida Italia, Montevideo, su construcción estuvo a cargo del arquitecto Carlos Surraco quien ganó el concurso de proyectos realizado en 1928 para el hospital universitario.

## Características

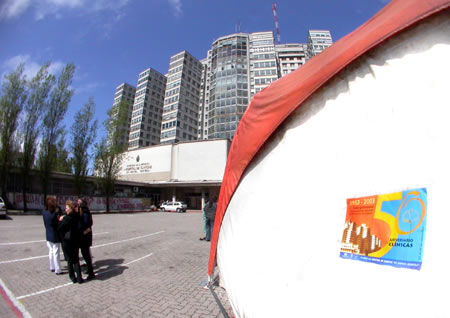
Hospital de Clínicas, actividades en la semana de conmemoración de sus 50 años en 2003.

El edificio fue diseñado por el arquitecto Carlos Surraco en 1929.
Cuenta con un área edificada de 110.000 m² dispuesta en 23 pisos con una fachada orientada al norte. Dentro de dicha superficie se encuentra comprendido también, un anexo de 4 plantas y un edificio de una planta para radioterapia que sobresale hacia el norte. Hacia el sur existe otro edificio de 4 plantas destinado a laboratorios y cocina, el cual se prolonga con otro edificio de una planta destinado a sala de calderas y talleres y un edificio de 2 plantas, en el extremo sur, para lavadero. Todos los edificios están unidos entre sí, formando un complejo arquitectónico único.
El Hospital fue inaugurado el 21 de septiembre de 1953. Durante muchos años fue dirigido por el doctor Hugo Villar, el cual marcó en buena medida la institución y dejó su impronta en la organización de la misma.

## Autoridades
La Comisión Directiva es integrada por representantes de los docentes, egresados, estudiantes y funcionarios no docentes. La dirección del hospital está a cargo del doctor Álvaro Villar, hijo de quien fuera director del hospital universitario durante varios años, el doctor Hugo Villar. Como coincidencia, de niño el doctor Álvaro Villar vivió en el hospital de clínicas, ya que por aquellos años los directores debían residir en el mismo.
| Dirección                                                          | Periodo                                         |
| ------------------------------------------------------------------ | ----------------------------------------------- |
| Doctor Hugo Enríquez Frodden (chileno)                             | marzo de 1956 - 9 de octubre de 1956            |
| Doctor Guillermo Almenara (peruano)                                | enero de 1958 - diciembre de 1960               |
| Doctor Hugo Villar Tejeiro                                         | 19 de abril de 1961 - 4 de julio de 1974        |
| Intervención por el Consejo de Estado (Dictadura cívico - militar) | 1974 - marzo de 1985                            |
| Doctor Hugo Villar                                                 | 1 de marzo de 1985 - 2 de mayo de 1991          |
| Doctor Samuel Villalba                                             | 1 de enero de 1992 - 25 de noviembre de 1996    |
| Doctora Graciela Ubach                                             | febrero de 2000 - 31 de enero de 2010           |
| Doctor Víctor Fernando Tonto Muñoz                                 | 1 de enero de 2011 - 17 de octubre de 2015      |
| Doctora Raquel Ballesté                                            | 17 de octubre de 2015 - 31 de diciembre de 2016 |
| Doctora Graciela Ubach                                             | 1 de enero de 2017 - 2020                       |
| Doctor Álvaro Villar                                               | diciembre de 2020- actualmente                  |